# سریر (آوارها)
سریر دولتی بود در داغستان کوهستانی که از سدهٔ ششم تا دوازدهم میلادی حکومت می‌کرد. دین رسمی در این دولت در آغاز مسیحیت بود و بعداً اسلام گردید. پایتخت سریر خونزاخ بود.
با رشد مسیحیت در قفقاز، قدرت‌های مسلمان منطقه علیه سریر با هم متحد شدند. فشارهای نظامی و اقتصادی و در کنار آن کشمکش‌های داخلی سبب شد در اوایل سده دوازدهم دولت سریر از هم بپاشد. پس از یک سده از توفیق اسلام، اسلام دین برتر منطقه شد. به این ترتیب در سده سیزدهم مسلمانان دولتی را تشکیل دادند که از دیرباز به آوارستان شهرت دارد.
سریر یا سریر یک دولت مسیحی قرون وسطایی بود که از قرن ششم یا هفتم تا قرن دوازدهم در مناطق کوهستانی داغستان امروزی در جنوب روسیه وجود داشت. نام آن از کلمه عربی «تخت» گرفته شده‌است و اشاره به تخت طلایی دارد که به عنوان نمادی از قدرت سلطنتی در نظر گرفته می‌شد.
به گفته مسعودی جغرافیدان عرب قرن دهم، پادشاه سریر از نوادگان بهرام پنجم، پادشاه ساسانی قرن پنجم بود. گویا اولین پادشاه به عنوان فرستاده یزدگرد سوم وارد داغستان شد و تاج و تخت ساسانی و گنجینه شاهنشاهی را پس از شکست امپراتوری ساسانی توسط اعراب در قرن هفتم با خود آورد. او برای محافظت از تاج و تخت، سلطنتی موروثی برقرار کرد.
جغرافیدان قرن نهم، الیعقوبی خاطرنشان کرد که تخت طلایی سریر، هدیه خسرو اول انوشیروان در قرن ششم است. بنا بر گزارش‌ها، پادشاه سریر خود را صاحب السریر («ارباب تاج و تخت») و همچنین خاقان الجبل («خاقان کوه») و وهرزان شاه (احتمالاً «شاه آوارها»)می‌خواند. القابی که گویا از شاه ساسانی دریافت کرده بود.
این گزارش‌ها حاکی از آن است که پادشاهان سریر با ادعای رابطه با ساسانیان سعی در حمایت از اقتدار خود داشتند. در دوران رنسانس ایرانیان در قرون ۱۰ و ۱۱ در میان حاکمان مسلمان و مسیحی جهان ایرانی و پیرامون آن ابراز مشروعیت خود از طریق ساسانیان رایج بود.